# Adolf Daens
Pour les articles homonymes, voir Daens.
Adolf Daens, né à Alost (Belgique) le 18 décembre 1839 et mort dans cette même ville le 14 juin 1907, est un prêtre flamand catholique et une importante personnalité politique belge très engagée dans les mouvements de progrès social, et ensuite dans la vie politique belge de la seconde moitié du XIXe siècle, malgré les réticences et opposition de sa hiérarchie.

## Biographie

### Famille et jeunesse
Adolf Daens est issu d'une famille modeste de six enfants, son père est ardoisier-couvreur et peintre de façades et sa mère confectionne des bonnets qu’elle vend elle-même. Il fit ses études primaires à l’école communale d’Alost et ses humanités au collège Saint-Joseph. Daens entre comme novice dans la Compagnie de Jésus en 1859 et y reste jusqu'en 1870. À la suite de différends avec ses supérieurs, il doit quitter l'Ordre en 1871. Il est néanmoins admis au grand séminaire de Gand et ordonné prêtre en 1873. Il travaille ensuite dans l'enseignement catholique. En 1873, il enseigne au collège Notre-Dame à Audenarde. Il exerce diverses fonctions pastorales : vicaire à Saint-Nicolas en 1876 puis à Kruishoutem en 1878. Par la suite, de 1879 à 1888, il est professeur de poésie puis de rhétorique au collège de la Sainte Vierge à Termonde. À partir de 1888, n'étant plus nommé à aucun poste, il revient à Alost sans aucune fonction diocésaine. À cette époque, il se qualifie d’ailleurs lui-même de « prêtre libre et sans aucun poste ». Ainsi, il se retrouve aidant son frère ainé, Petrus Daens, dans son imprimerie, rédacteur et éditeur des journaux « Werkman » et « Het Land van Aelst ». À côté, il donne aussi des leçons particulières et fait même du commerce d’huile et de vin à l'occasion.

### Entrée dans la vie politique
Depuis 1890, le mouvement flamand décide de résoudre les problèmes culturels par l’action politique. Afin d’atteindre ce but, Ninove et Alost, les deux foyers militants du mouvement flamand, vont se rencontrer et vont par la suite, en 1893, nouer des contacts avec l’abbé Daens par l’intermédiaire de Petrus Daens. Ce dernier va d’ailleurs, dans ces journaux, activement défendre les revendications flamandes. Donc l’abbé Daens, en parallèle de ses activités ecclésiastiques, s’est fortement engagé au niveau politique. Le 15 avril 1893, il fonda le premier parti démocrate-chrétien autonome à Okegem, le Christene Volkspartij (Parti social-chrétien).
Le C.V.P. propose aux conservateurs catholiques de faire une liste commune mais ces derniers refusent. Le parti décide alors de se présenter à part à Alost aux élections de décembre 1894, avec comme tête de la liste : l’abbé Daens. Les journaux de son frère Petrus consacrent une série d’articles concernant le Parti social-chrétien et cette publicité a contribué au succès considérable du parti lors des élections. En effet, Daens obtiendra le deuxième meilleur score avec 26 852 voix et fit ainsi son entrée au Parlement. Tandis que son rival direct, Charles Woeste, le leader de la Fédération des Cercles catholiques, conserva son siège avec 27 524 voix. Un résultat qui annonce désormais une opposition entre le conservateur Charles Woeste accompagné de ses partisans et le C.V.P. Il s’agit particulièrement d’une lutte déclarée à Daens, au « daensisme ».

### Conflit avec l'Église
Charles Woeste et Léon de Béthune, deux députés conservateurs d'Alost et le Roi Léopold II, vont intervenir à Rome et auprès du Nonce à Bruxelles dans le but de lutter contre les démocrates-chrétiens belges et notamment contre Daens. Par conséquent, le 5 mai 1895, Daens est invité à Rome par convocation du Nonce. Ce n’est que deux jours plus tard que Daens se rend à Rome.
Le 11 mai, il quitte Alost et arrive le 14 à Rome. Sur place, l’abbé Daens n’obtient ni une audience de Léon XIII ni la bénédiction papale. Il est plutôt reçu par le préfet de la Sacrée Congrégation du Concile chargée de la discipline du clergé (Sacra Congregazione del Concilio) et est même interrogé par un de ses collaborateurs. Le 22 mai, à la suite de cet entretien, Daens reçoit un avertissement écrit, appelé monitum, de la part de la Sacrée Congrégation. Dans son message, on lui rappelle l’obéissance qu’il doit à son évêque et la prudence dont il doit faire preuve afin d’éviter une rupture de l’harmonie entre catholiques.
Entre-temps, le Pape fait l’objet de pressions de la part des conservateurs ainsi que du Roi Léopold II. C’est d’ailleurs une des raisons pour lesquelles Daens n’a pas été reçu directement par Léon XIII, qui craignait les effets d’une rencontre mal interprétée par la majorité du public. En réponse à la pression venant de Belgique, Léon XIII écrit une lettre au Roi dans laquelle il dit être empêché de prendre toute position et ne condamne pas le mouvement social des démocrates chrétiens. Le pape finit par critiquer les interprétations excessives faites par quelques démocrates-chrétiens en rapport avec la question ouvrière mais il réprouve également l’attitude de certains conservateurs catholiques. Une copie de cette lettre est également envoyée au Nonce et à l’évêque Stillemans. Malgré la discrétion de Daens à ce sujet, les démocrates-chrétiens font croire dans la presse que le pape a non seulement reçu Daens mais aussi qu’il a approuvé toute son action. Les conservateurs n’hésiteront pas à profiter de la situation pour renvoyer une mauvaise image de Daens, attisant ainsi la colère du Nonce et de l’évêque de Gand.

### Désobéissance de Daens
En février 1896, l’abbé Daens décide d’attaquer ouvertement Charles Woeste au Parlement. Au cours des mois suivants, l’évêque Antoine Stillemans insistera auprès de Daens pour qu'il quitte le Parlement et qu'il s’éloigne de la presse "daensiste". Une demande à laquelle Daens va délibérément répondre en retard ou avec agressivité.
Au mois de mai 1896, il vote, avec l’opposition socialiste, contre un projet de loi qui assurait à la Compagnie du Chemin de Fer du Bas-Congo une aide financière pour achever la construction de la ligne Matadi-Léopoldville. En 1898, l'abbé Daens militera d’ailleurs activement dans les rangs de la Ligue belge des droits de l'homme, qui réclame la rupture de la solidarité morale liant la Belgique et l'État indépendant du Congo.
Le 17 janvier 1897, le C.V.P sera remplacé par le Vlaamsch-Christene Volkspartij à la suite des actions entreprises par les daensistes radicaux. En outre, le 14 février 1897, les statuts du parti en question seront adoptés et auront pour effet de renforcer la présence des tendances flamandes et démocratiques au détriment de l’influence chrétienne. Daens, n’étant pas d’accord avec ce changement radical, déclarera quelques mois plus tard ne plus être membre du parti.

### Suspension des fonctions ecclésiastiques
Au départ, Daens avait le soutien de l’évêque de Gand, Antoine Stillemans qui défendait les idées démocratiques et donc ne s’opposait pas au développement d’un parti populaire catholique indépendant. Mais très vite, cet évêque céda aux pressions de Charles Woeste et de Léon de Bethune. Il va alors, avec le soutien de l’épiscopat belge et du Saint-Siège, interdire à Daens de se présenter comme candidat aux élections de 1898. Daens se soumit à l’ordre de l’évêque jusqu’à ce qu’il décide de répondre aux accusations injustes et aux attaques violentes que les conservateurs lui faisaient subir. Il décida alors de se présenter aux élections communales d’Alost en 1899, jugeant que son obéissance à son évêque ne pouvait le priver de ses droits de citoyen. Une désobéissance qui incitera l’évêque Stillemans à prononcer publiquement en décembre 1898, une suspension (suspens a divinis)  llimitée cette fois-ci et à condamner en outre son action politique.
La sévérité de l’évêque de Gand est cependant désapprouvée par l’évêque Doutreloux de Liège ainsi que par le nonce. L’interdit épiscopal vient s’ajouter à l’exclusion de la Ligue démocratique belge formulée en septembre 1897, ce qui isolera Daens et favorisera son rapprochement avec le Vlaamsch-Christene Volkspartij jusqu’à en devenir le président le 25 décembre 1898.
En septembre 1899, l’évêque Stillemans, apprenant que Daens a conclu un accord avec les socialistes et les libéraux dans le but de lutter contre la liste catholique aux prochaines élections communales d’Alost, convoquera Daens au palais épiscopal - convocation, à laquelle il répondra tardivement -et le menacera cette fois de sanctions plus intransigeantes. Dans l'entretien, il sera placé face à un dilemme de taille, à savoir qu’il devra choisir entre renoncer à la politique ou alors ne plus porter l’habit ecclésiastique. Le 13 octobre 1899, après n’avoir obtenu aucune réponse de la part du prêtre, l’évêque Stillemans lui interdira l’exercice de toutes fonctions ecclésiastiques. Cette dégradation, fort infamante à l’époque, est annoncée publiquement dans les jours qui suivent. Quelques jours plus tard, il est élu député d’Alost à la Chambre des représentants. Et en 1902, il est élu député de Bruxelles malgré la condamnation de son évêque.
Un changement est observé dans l’attitude romaine à partir de 1904. Daens ne peut plus s’appuyer sur le soutien des autorités ecclésiastiques qui sont décédées. Les nouveaux évêques de Liège (Rutten) et de Bruges (Waffelaert) s’opposent fortement à lui. Après les élections législatives de 1904, l’évêque Waffelaert va écrire au Nonce afin de mettre l’accent sur le poids du "daensisme" et la menace qu’il représente pour le parti catholique en Flandre. En réponse à la lettre, le Nonce décide de consulter l’ensemble des évêques de Belgique. À la suite de ces évènements, le 27 février 1905, l’abbé Daens est condamné pour son action politique par une lettre émanant de Rome, qui est même publiée dans la presse catholique par des évêques et est affichée dans toutes les églises. En mars 1905, Daens sera officiellement désapprouvé par le pape Pie X.

### Réconciliation avec l'Église et mort

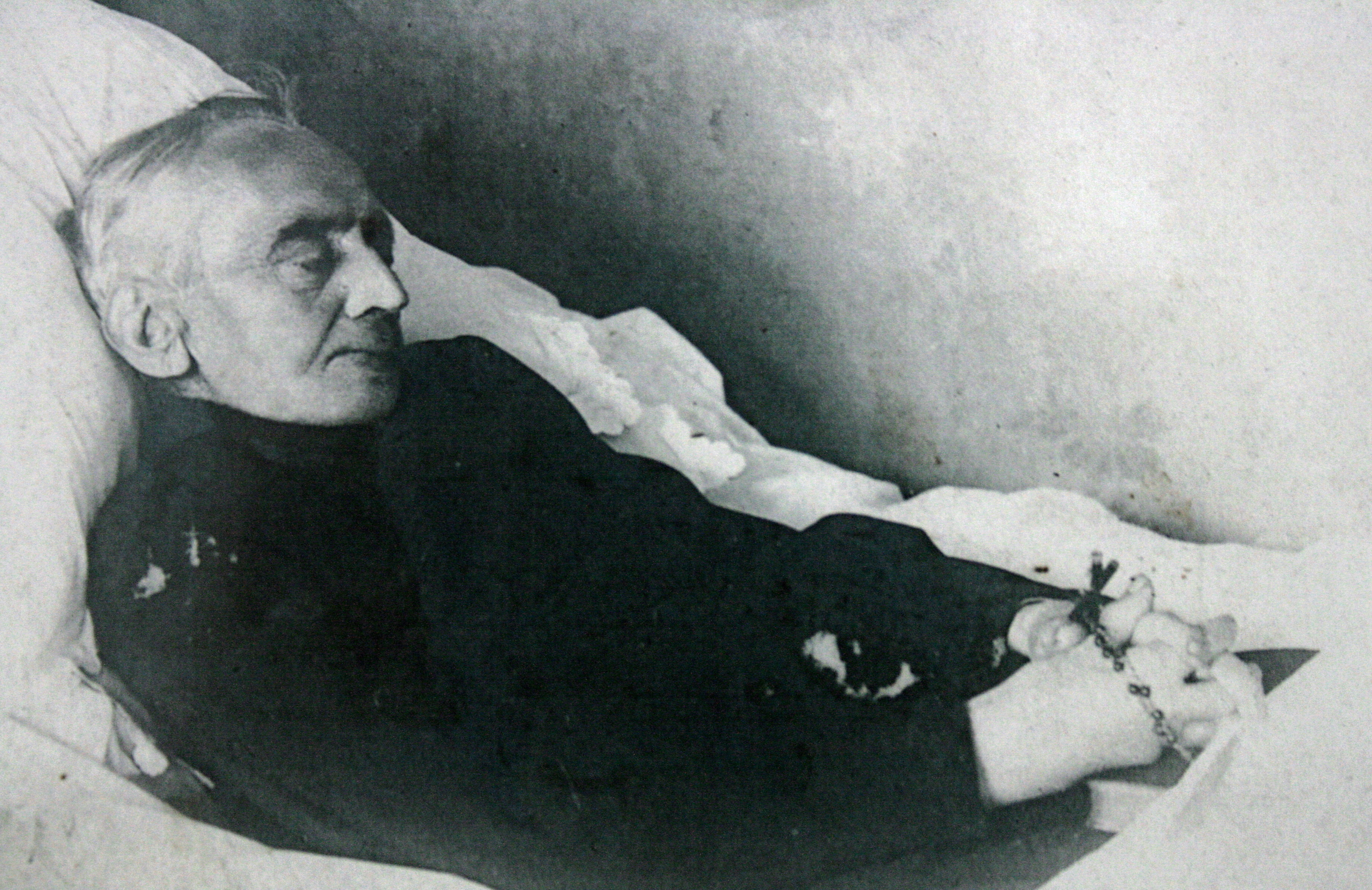
Adolf Daens sur son lit de mort.

L'abbé Daens voulait rester fidèle au peuple et à la démocratie. Mais il était aussi profondément croyant : sa vie aurait été dépourvue de sens s'il n'avait pu obéir à l'Église et à son évêque. À la mi-janvier 1907, l’abbé Daens s’installe dans la demeure de sa nièce et de son neveu. S’affaiblissant très vite, il écrit, à la fin du mois, une lettre pour demander pardon à son évêque et se réconcilie avec l’Église en reniant son passé politique. Mais son frère et les autres continuèrent à poursuivre l'idéal du parti populaire chrétien-démocrate.  Le 14 juin 1907, Adolf Daens meurt à Alost, ayant reçu les derniers sacrements. À la suite de sa demande et du vœu de son évêque, son enterrement religieux se déroule simplement, sans aucune présence politique manifeste ou symbolique.

## Réhabilitation
108 ans après sa mort, le 6 juin 2015, Daens a finalement été réhabilité par l'église. André Léonard, archevêque de  Malines-Bruxelles, a présidé la messe annuelle en commémoration de ce grand Alostois. Plus tard dans la journée, il a déposé des fleurs sur sa tombe.
Entre autres choses, il a dit :  "Je suis ici aujourd'hui pour réparation. Malheureusement, l'abbé Daens n'a pas été soutenu par l'évêque et l'archevêque. Ils ne l'ont pas aidé mais l'ont condamné. S'ils l'avaient accompagné, quelle opportunité cela aurait été pour la foi dans la région. C'est pourquoi je suis ici aujourd'hui en tant qu'archevêque pour réhabiliter l'abbé Daens. Mieux vaut tard que jamais. Dans sa lutte pour les pauvres, il a toujours maintenu sa foi et est resté fidèle aux enseignements de l'Église. Le prêtre a mené un bon combat pour les ouvriers, qui ont été honteusement exploités. Ils ont été exposés aux abus de leurs patrons et à l'arrogance de leurs représentants, qui méprisaient leur langue - le flamand."

## Daensisme
Dans les années quatre-vingt du XIXe siècle, de l’action politique d’Adolf Daens est né le "daensisme" : un mouvement social et démocratique trouvant ses racines dans les conditions de vie misérables d’une grande partie de la population à Alost-Ninove-Audenarde (Flandre orientale). Au départ, l'objectif était seulement d'être un groupe de pression pour transformer le Parti catholique et conservateur en un parti chrétien-démocrate. Mais, à cause de l’hostilité du député conservateur Charles Woeste d'Alost, les "daensistes" furent forcés de prendre part aux élections en tant que parti indépendant en 1893 (le Christene Volkspartij). Pour ce faire, Daens s’allia avec certains notables locaux, des ouvriers ainsi que certains socialistes. Le programme de ce parti illustre les principales revendications de Daens qui étaient à l’origine :  
- La défense du petit peuple sur les plans économique et linguistique, par une législation sociale
- Le suffrage universel pur et simple
- L’égalité linguistique
- L’antisocialisme[1]

Ainsi, ce mouvement autonome luttait à la fois pour le progrès social, le suffrage universel et la néerlandisation. C’est un parti du peuple mais avant tout un parti flamand, raison pour laquelle il s’appelle « Volkspartij ». La création du Christene Volkspartij reflète donc la rencontre du flamingantisme et de la démocratie chrétienne. Ce parti aura un écho favorable du côté de la petite bourgeoisie flamande (petits propriétaires terriens, médecins, avocats, instituteurs, artisans), des ouvriers et des petits paysans. Cependant, bien que les daensistes se réclament des enseignements de l'encyclique Rerum novarum du pape Léon XIII, ils se heurtèrent au catholicisme conservateur ce qui déboucha sur une condamnation de l’abbé Daens par l’Église. En effet, à force de vouloir améliorer les conditions de vie des classes populaires, ce courant prit avec le temps un caractère plus socialiste qu'anti-socialiste (ce qui valut d’ailleurs à Daens la qualification de « démocrate-chrétien dissident » par l’autorité religieuse). En adoptant fréquemment des positions flamingantes, antimilitaristes et critiques à l’égard de la dynastie et de l’État du Congo, les daensistes vont durcir ce côté dissident et vont même s’attirer les foudres du roi Léopold II qui intervint auprès du pape Léon XIII pour entraver leurs activités. Les lettres du monarque résument bien les reproches des conservateurs à l'égard du prêtre alostois : « Quelques jeunes prêtres s'efforcent de s'attacher les ouvriers en prêchant des doctrines détestables. L'abbé Daens est à leur tête. L'attitude de ce prêtre... provoque de plus en plus les discordes civiles. Si elle était tolérée par ses supérieurs ecclésiastiques, c'en est fait de l'union des conservateurs, de l'union des catholiques et de leur force politique. ». Dans une autre lettre, il écrit : « Je supplie le Saint-père, s'il veut prévenir la perte des Flandres et du Pays, d'ordonner à l'Évêque de Gand d'enjoindre à l'abbé Daens de quitter la politique et de ne plus égarer le peuple au moyen d'excitations auxquelles sa robe donne du crédit. ». Dans ses instructions au ministre de Belgique auprès du Saint-Siège, il met les points sur les i : « Il faut débarrasser la Chambre de l'abbé Daens. ». Finalement, le "daensisme" demeura un phénomène isolé qui ne connaîtra pas de percée nationale. Notons que Daens récusa toujours l’appellation de «daensisme», inventée par ses adversaires. Le 26 août 1895, il déclara à la Chambre : « Il n'y a pas de parti Daens ; il n'y a que le parti démocratique-chrétien. ». Le 19 janvier 1898, il s'exprima encore plus fermement : «Le daensisme n'existe que dans l'imagination malveillante de certains adversaires, qui ignorent ou méconnaissent notre programme. Notre programme, c'est le programme de la démocratie chrétienne».

## Hommages

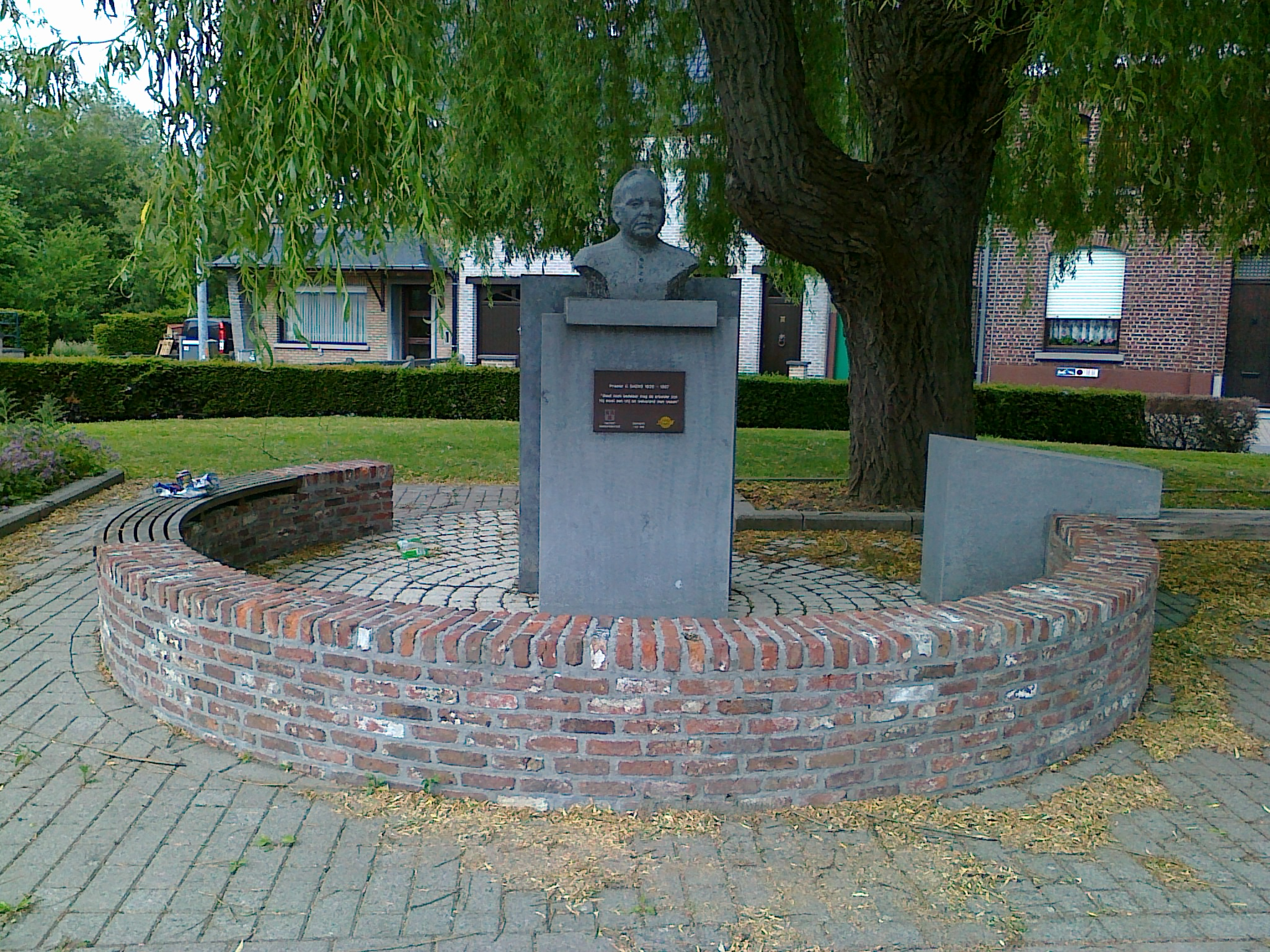
Statue de Daens à Haaltert en Flandre orientale.

- La dédicace d'une statue érigée dans sa ville natale à l'occasion du cinquantième anniversaire de son décès résume son engagement : « Le travailleur ne doit être ni esclave ni mendiant, il doit être un homme libre et prospère. »
- En 2004, Alost lui décerne le titre de citoyen d'honneur de la ville.
- En 2005, il obtient la cinquième place dans la version néerlandophone de l'élection du plus grand belge (De Grootste Belg)
- En 2014, le parti ROEL, acronyme de Recht Op Een Leven 69, créé à Alost par Vincent Minne, se revendique comme étant le « nouveau parti de Daens »[23].

## Littérature
Louis Paul Boon publia en 1971 le roman en néerlandais Daens (titre complet : Pieter Daens of hoe in de negentiende eeuw de arbeiders van Aalst vochten tegen armoede en onrecht), dans lequel Pieter Daens, le frère d'Adolf, occupe la place de narrateur.

## Film
- Inspiré du roman de Louis Paul Boon, le film Daens, réalisé en 1992 par Stijn Coninx, ayant pour thème l'histoire de ce prêtre engagé : 848 000 spectateurs en 1993.